# Franz Hepp
Carl Ludwig Franz Hepp (* 12. September 1878 in Karlsruhe; † 1956 in Stuttgart) war ein deutscher Manager und Generaldirektor.

## Leben und Beruf
Hepp besuchte das Reuchlin-Gymnasium in Pforzheim und machte dort sein Abitur. Es folgte eine praktische Tätigkeit bei den Großherzoglichen Hauptwerkstätten Karlsruhe und das Studium an der Technischen Hochschule Karlsruhe und der Technischen Hochschule Hannover. Während seines Studiums wurde er 1898 Mitglied der Karlsruher Burschenschaft Teutonia. Hepp war sodann Ingenieur bei der Augsburg-Nürnberger Maschinenfabrik AG und bei der Aachen-Münchener Feuerversicherungs-AG.
Von 1914 bis 1918 war er als Leutnant und zuletzt Batterieführer im Felde.
Ab 1921 war er Dozent an der Technischen Hochschule Aachen für Feuerversicherungs-Ingenieurwesen. Einer seiner Lehrer war zuvor der Brandschutzwissenschaftler Heinrich Henne gewesen. Seit 1922 war Hepp Direktor und Vorstand der Württembergischen Feuerversicherung. 1939 wurde er zum Generaldirektor ernannt.

## Privates
Hepp war von 1909 bis zur Scheidung 1926 verheiratet und hatte zwei Kinder.